# Thürnen
Thürnen (gsw. Türne) – gmina (niem. Einwohnergemeinde) w północnej Szwajcarii, w kantonie Bazylea-Okręg, w okręgu Sissach. 31 grudnia 2020 roku liczyła 1 376 mieszkańców. Przez gminę przebiega droga główna nr 2.